# (31573) Mohanty
1999 FS23 (asteroide 31573) é um asteroide da cintura principal. Possui uma excentricidade de 0.05147800 e uma inclinação de 4.71540º.
Este asteroide foi descoberto no dia 19 de março de 1999 por LINEAR em Socorro.